# 佐倉あやめ
佐倉 あやめ（さくら あやめ、1989年3月15日 - ）は、日本のAV女優。
身長：156cm 、スリーサイズ：B83（Dカップ）・W56・H84。血液型：A型。
趣味・特技：コスプレ・妄想。

## 略歴
- 2008年1月に『新スゴ～く！制服の似合う素敵な娘 佐倉あやめ』でAVデビュー。

## 作品

### アダルトビデオ
- スゴ～く！制服の似合う素敵な娘 佐倉あやめ（2008年1月7日、オーロラ・プロジェクト・アネックス）
- エスカレートするドしろーと娘125 あやめちゃん20さい(2008年2月02日、プレステージ）
- 実録！！全国投稿最前線！！ VOL.01(2008年2月22日、プレステージ)
- ＆Fashion 94 ‘Ayame’(2008年3月7日、ゴーゴーズ)
- 素人カップルと仕掛人カップルをシャッフルして素人の彼女と彼氏を寝取っちゃいました!!(2008年3月13日、はじめ企画）
- 「間違えたフリして女子校通学バスに乗り込んでヤられた」 VOL.5(2008年3月20日、DANDY）
- カノジョ 佐倉あやめ（2008年3月25日、オーロラ・プロジェクト・アネックス）
- ニュータイプ 美尻ぷりっケツ娘。 佐倉あやめ（2008年4月13日、オーロラ・プロジェクト・アネックス）
- 18才 佐倉あやめ（2008年4月25日、オーロラ・プロジェクト・アネックス）
- 私を育ててくれたお父さん、お母さん、ごめんなさいっ SODが見つけた これが奇跡の天然素材 こんなに清楚に見えて、実は潮吹きまくりの超ド変態・・・（2008年5月8日、SODクリエイト）
- LOVE DOLL さくら百式（2008年5月24日、オーロラ・プロジェクト・アネックス）
- 禁断のレズビアン倶楽部（2008年6月6日、アウダースジャパン）共演:七瀬かすみ、夏川るい、北田優歩
- DOKIレズ 23（2008年6月6日、アウダースジャパン）共演:七瀬かすみ、夏川るい、北田優歩
- SEX FRIENDS 佐倉あやめ（2008年6月14日、オーロラ・プロジェクト・アネックス）
- 制服美少女と性交 佐倉あやめ（2008年6月15日、ドリームチケット）
- 何色にも染まっていない清き美少女 Vol.3 あやめ(2008年6月19日、Kichu）
- ハメられた制服美少女 あやめ(2008年6月19日、エムズビデオグループ）
- kawaii* kawaii girl 21 佐倉あやめ（2008年6月25日、kawaii*）
- 派遣社員の人妻は不倫好き、騎乗位好き!!(2008年6月28日、コロナ社）
- ［悪戯］ 佐倉あやめ 初回限定版（2008年7月4日、アウダースジャパン）
- 出会い系@池袋OL動画 あやめ(20) （2008年7月4日、image）
- ハメ★チェキ! ブルセラ優等生 佐倉あやめ（2008年7月21日、h.m.p）
- 恥辱輪姦レイプ!!「若妻を廻す」(2008年7月28日、コロナ社）
- 騎乗位好きの潮吹き奥さん 淫ら舞(2008年8月27日、コロナ社）
- ルームサービス（2008年9月12日、アップス）
- 黒ストッキング女子社員しか見たくない! 4時間（2008年9月20日、TMA）
- ミニスカブーツしか見たくない! 4時間 2（2008年9月24日、TMA）
- ザ・面接 VOL.101 悩みがあったら聞いたるで 穴でイケないのは遺伝ですか?（2009年2月20日、アテナ映像）